# Cimolopteryx
Cimolopteryx (il cui nome significa "ala del Cretaceo") è un uccello estinto vissuto nel Tardo Periodo Cretaceo. Resti fossili attribuiti a Cimolopteryx sono stati rinvenuti nella Formazione Frenchman a Saskatchewan, nella Formazione Lance nel Wyoming, nella Formazione Fox Hills del Colorado e, molto probabilmente, anche nella Formazione Hell Creek in Montana. Tutti i resti rinvenuti sono stati datati verso la fine del Maastrichtiano, circa 65 milioni di anni fa. Tuttavia è stato scoperto un campione aggiuntivo più antico (metà Campaniano, circa 75 milioni di anni fa) che potrebbe rappresentare una nuova specie del genere.

## Descrizione
Il Cimolopteryx era un animale piuttosto piccolo, la cui specie più grande raggiungeva le dimensioni di un piccolo gabbiano. Questo animale è noto quasi esclusivamente per le sue coracoidi (un osso della spalla presente negli uccelli), ritrovate in gran numero dai paleontologi. Queste piccole ossa hanno però un'anatomia distintiva che permette di riconoscere il Cimolopteryx tra gli altri uccelli della sua epoca, ed è possibile anche diversificarne alcune specie dai tratti morfologici di tale osso. Il primo resto di questo animale (per appunto una coracoide, oggi conservata Museo Peabody di Storia Naturale), fu descritta per la prima volta in modo informale dal paleontologo Othniel Charles Marsh in un documento del 1889, ma tale campione non verrà validamente descritto fino al 1892. Nello stesso documento Marsh descrisse anche una seconda specie, che ha chiamò Cimolopteryx retusa, ma oggi questo specie è stata riclassificata come genere a sé stante chiamato Palintropus retusus.

## Classificazione e specie
La classificazione delle varie specie assegnate al genere Cimolopteryx è piuttosto incerta. A partire da una rivalutazione di alcuni resti fossili, nel 2002 ad opera di Sylvia Speranza, si è stabilito che le specie oggi note e riconosciute sono cinque: C. rara, C. petra, C. maxima, C. minimi e una specie ancora senza nome. La specie C. rara e C. petra sono praticamente identiche, e sono state trovate entrambe negli stessi ambienti (sia nella Formazione Lance sia nella Formazione Frenchman), ma le due specie si differenziano tra loro per dimensioni, con C. petra più piccola di C. rara. In una revisione del 2009, Nicholas Longrich ha sinonimizzato le due specie, affermando che la differenza di dimensioni probabilmente era dovuta alla crescita o al dimorfismo sessuale. Tuttavia, Longrich smentì la sua ipotesi nel 2011, affermando che le quattro specie erano distinte tra loro. È stata più volte menzionata anche una seconda specie ancora senza nome rinvenuta nella Formazione Dinosaur Park, in Alberta. Anche questa specie è conosciuta per una coracoide parziale, per questo la validità di tale specie è ancora incerta. La specie C. maxima era circa il doppio delle dimensioni di C. rara, ma non si sa abbastanza sulla sua anatomia per determinare se la specie appartenga o meno al genere Cimolopteryx. Come suggerisce il nome, C. minima è una delle specie più piccole, ed ha circa le stesse dimensioni di alcuni esemplari di C. petra. Vi sono infine diverse materiali non descritti che potrebbero appartenere a Cimolopteryx, ma questi resti sono troppo frammentari perché vi si possa indicare una nuova specie del genere.
Nonostante il Cimolopteryx sia stato classificato come un membro dell'ordine dei Charadriiformes, che comprende una vasta gamma di uccelli marini, alcuni paleontologi hanno espresso perplessità verso tale classificazione, in quanto il materiale a disposizione è piuttosto scarso, pertanto questa classificazione è provvisoria.